# Jacques Prévert
Jacques Prévert (Neuilly-sur-Seine, 4 februari 1900 – Omonville-la-Petite, 11 april 1977) was een Frans dichter, toneel- en scenarioschrijver.

## Jeugd
Hij groeide op in Parijs. Op school raakte hij al snel verveeld. Met zijn vader, die theatercriticus was, ging hij vaak naar het theater, van zijn moeder erfde hij een liefde voor het lezen. Na school werkte hij een tijdje voordat hij in 1919 in militaire dienst moest en naar Turkije werd gestuurd. Daar ontmoette hij Marcel Duhamel die hem later in Parijs aan een onderkomen hielp op nr. 54 van Rue du Château. Dit adres werd de verzamelplaats van de surrealistische beweging onder leiding van André Breton. Prévert was heel actief in de groep aanhangers van het surrealisme. Maar aan het eind van de jaren twintig ontstond er ruzie tussen Prévert, Yves Tanguy, Marcel Duhamel en André Breton. Samen met Tanguy en Duhamel keerde Prévert vervolgens het surrealisme de rug toe. In 1925 trouwde hij met Simone Dienne, een jeugdvriendin, van wie hij in 1935 scheidde.

## Groupe Octobre en het poëtisch surrealisme
In de jaren dertig vormde Jacques Prévert samen met enkele acteurs een theatergroep, de Groupe Octobre. De naam is afgeleid van de Russische Oktoberrevolutie. Het gezelschap speelde op politieke bijeenkomsten, op straat, in fabrieken waar gestaakt werd. Hij schreef vooral korte toneelstukken en voordrachten die bedoeld waren om marxistische ideeën over te dragen.
Beïnvloed door het agitproptheater van Erwin Piscator, begon Prévert met het schrijven van stukken waarin hij de gevestigde orde aanklaagde, de bourgeoisie belachelijk maakte, en karikaturen neerzette van politici en grootindustriëlen.
Met de opvoering van La Bataille de Fontenoy veroverde de groep in 1933 de eerste prijs op de Olympiade van het arbeiderstheater in Moskou. Het stuk bestond deels uit echte citaten uit de mond van politici zoals Paul Déroulède, Joseph Joffre, Édouard Herriot en Raymond Poincaré, waarbij Prévert liet zien hoe betekenisloos en leeg de woorden van de politieke leiders waren, en hoezeer bedoeld om te manipuleren.
Toen Prévert zag dat de Franse communistische partij in de loop van de jaren dertig hoe langer hoe nationalistischer werd keerde hij zich af van de partij. Na de overwinning van het Volksfront in Frankrijk werd de Groupe Octobre opgeheven, mede om deze reden, maar ook vanwege persoonlijke conflicten en gebrek aan geld.
In de late jaren dertig begon Jacques Prévert een duurzame samenwerking met filmregisseur Marcel Carné.
Hij begon ook nauw samen te werken met zijn jongere broer Pierre Prévert voor het schrijven van scenario's voor toneelstukken en films.

## Tijdens de Tweede Wereldoorlog
Tijdens de Tweede Wereldoorlog verhuisde Prévert met zijn vriendin Claudy Carter naar Saint-Paul-de-Vence. Samen met Joseph Kosma en Alexandre Trauner maakte hij daar clandestien films. In 1943 werd hij verliefd op Janine Loris (Tricotet) die hem in 1946 een dochter schonk en met wie hij een jaar later in het huwelijk trad.

## Na de Tweede Wereldoorlog
Hoewel Prévert zich na de ontbinding van Groupe Octobre van het communisme afkeerde, bleef hij zijn leven lang pacifist en anti-militarist.
In 1945 publiceerde hij zijn eerste dichtbundel Paroles, waarvan twee miljoen exemplaren werden verkocht. Hetzelfde jaar nog verscheen Histoires. In 1948 viel hij uit een dakraam en bleef daarna enkele dagen in coma. Hij hield blijvend hersenletsel aan de val over, maar dit belette hem niet om door te gaan met schrijven.
Hij schreef poëzie, proza, toneelstukken, maar ook scenario's, onder meer voor de tekenfilms van Paul Grimault.

## Poëzie
Zijn gedichten gaan vaak over het leven in Parijs en het leven na de Tweede Wereldoorlog. In zijn teksten komt hij vaak op voor de zwakken en de onderdrukten in de maatschappij : leerlingen, vrouwen, zwervers, kwetsbare geliefden, arbeiders ... Daartoe bedient hij zich vaak van hun eigen mondeling taalgebruik, hun woordenschat.
Prévert is een taalvirtuoos die dolgraag speelt met woorden en hun betekenis(sen). Zijn gedichten zitten vol woordspelingen, neologismen, alliteraties, beschrijvende opsommingen, dubbelzinnigheden...
Een aantal van zijn gedichten zoals Les Feuilles mortes, Barbara, Page d'écriture, La grasse matinée en Chanson des escargots qui vont à l'enterrement  werd op muziek gezet door Joseph Kosma en gezongen door mensen als Yves Montand , Édith Piaf, Les Frères Jacques en Juliette Gréco.  
Ook heeft hij een collectie boekjes (Pré-intermédiaire) geschreven voor de leeftijdscategorie 8-16 jaar.

## Film
Prévert schreef een aantal scenario's. Tot zijn belangwekkendste worden de scenario's en dialogen gerekend die hij voor Marcel Carné schreef. Ze maakten samen de film Jenny (1936), daarna volgden Drôle de drame (1937), Le Quai des brumes (1938), Le jour se lève (1939), Les Visiteurs du soir (1942), Les Enfants du paradis (1945) en Les Portes de la nuit (1946). Daarmee legden ze de basis voor de school van het poëtisch realisme die de Amerikaanse film noir sterk beïnvloedde. Tot deze school behoorden ook de cineasten Jean Renoir, Julien Duvivier, Jean Grémillon en Jacques Feyder. Zijn gedichten vormden de basis voor de kortfilm La Seine a rencontré Paris (1957) van Joris Ivens.

## Dichtbundels
- 1946 : Paroles
- 1946 : Histoires
- 1951 : Spectacle
- 1955 : La pluie et le beau temps
- 1955 : Lumières d'homme
- 1963 : Histoires et d'autres histoires
- 1966 : Fatras
- 1970 : Imaginaires
- 1972 : Choses et autres
- 1980 : Soleil de nuit (postuum verschenen bundel)
- 1984 : La Cinquième Saison (postuum verschenen bundel)

## Ander werk (selectie)
- 1947 : Contes pour enfants pas sages  (kinderboek)
- 1951 : Grand Bal du printemps (kunstboek met gedichten van Prévert en foto's van Izis)
- 1952 : Lettre des îles Baladar  (kinderboek in samenwerking met André François)
- 1952 : Guignol (kinderboek in samenwerking met Elsa Henriquez)
- 1953 : Tour de chant (liedjesteksten)
- 1965 : Le Cirque d'Izis (kunstboek in samenwerking met Marc Chagall en Izis)
- 1968 : Varengeville (kunstboek in samenwerking met Georges Braque)
- 1971 : Fêtes (kunstboek in samenwerking met Alexander Calder)

## Filmografie (selectie van scenario's)
- 1932: L'affaire est dans le sac (Pierre Prévert)
- 1933: Ciboulette (Claude Autant-Lara)
- 1934: L'Hôtel du libre échange (Marc Allégret)
- 1936: Le Crime de Monsieur Lange (Jean Renoir)
- 1936: 27 rue de la Paix (Richard Pottier)
- 1936: Jenny (Marcel Carné)
- 1937: Drôle de drame (Marcel Carné)
- 1938: Le Quai des brumes (Marcel Carné)
- 1938: Les Disparus de Saint-Agil (Christian-Jaque)
- 1938: Ernest le rebelle (Christian-Jaque)
- 1939: Le jour se lève (Marcel Carné)
- 1941: Remorques (Jean Grémillon)
- 1942: Lumière d'été (Jean Grémillon)
- 1942: Les Visiteurs du soir (Marcel Carné)
- 1943: Adieu Léonard (Pierre Prévert)
- 1945: Les Enfants du paradis (Marcel Carné)
- 1946: Les Portes de la nuit (Marcel Carné)
- 1946: Sortilèges (Christian-Jaque)
- 1947: Voyage Surprise (Pierre Prévert)
- 1949: Bim le petit âne (Albert Lamorisse)
- 1950: Les Amants de Vérone (André Cayatte)
- 1950: Souvenirs perdus (Christian-Jaque)
- 1953: La Bergère et le ramoneur (Paul Grimault) (tekenfilm)
- 1956: Notre-Dame de Paris (Jean Delannoy)
- 1964: Le Petit Claus et le Grand Claus  (Pierre Prévert) (televisiefilm)
- 1980: Le Roi et l'Oiseau (Paul Grimault) (tekenfilm)

## Kritiek
De Franse schrijver Michel Houellebecq is geen fan van Jacques Prévert. In een artikel in Les Lettres françaises uit 1992 stelde hij dat Prévert, ondanks het feit dat hij op scholen gelezen wordt en zijn werk is opgenomen in de Bibliothèque de la Pléiade van uitgeverij Gallimard, een slechte dichter is. Dat komt volgens Houellebecq "vooral door zijn banale, oppervlakkige en onjuiste levensvisie". Volgens Houellebecq is "zijn onbeduidendheidheid zo evident dat zijn hele oeuvre de uitwerking van een gigantisch cliché lijkt".